# Uchida Kakichi
Uchida Kakichi est un nom japonais traditionnel ; le nom de famille (ou le nom d'école), Uchida, précède donc le prénom (ou le nom d'artiste).
Uchida Kakichi (内田 嘉吉, 18 novembre 1866 - 3 janvier 1933) est un administrateur et un homme politique japonais. Il est gouverneur général de Taïwan entre septembre 1923 et septembre 1924. Avant d'assumer les fonctions de gouverneur général, Uchida est directeur des Affaires intérieures sous mandats des gouverneurs généraux Sakuma Samata et Andō Sadayoshi, la deuxième position la plus élevée dans le gouvernement colonial.

## Source de la traduction
- (en) Cet article est partiellement ou en totalité issu de l’article de Wikipédia en anglais intitulé « Uchida Kakichi » (voir la liste des auteurs).